# Подлески (Ивано-Франковская область)
Подлески (укр. Підліски) — село в Выгодской поселковой общине Калушского района Ивано-Франковской области Украины.
Население по переписи 2001 года составляло 514 человек. Занимает площадь 22,731 км². Почтовый индекс — 77561. Телефонный код — 3477.

## История
В 1946 году указом ПВС УССР село Нягрин переименовано в Подлески.